# 神秘獸屬
神秘兽屬是一个已灭绝的早期长鼻目属，属于始新世晚期-渐新世早期生活在北非的努米底亚兽科。

## 分类
神秘兽最初被考特（1995）描述为努米底亚兽科的一个新种。在古生物学家能够接触到来自利比亚的钝兽属材料后，该收藏中未描述的材料促使Delmer（2009）创立了神秘兽。